# Комуністичний університет трудящих Сходу імені Й. В. Сталіна
Комуністичний університет трудящих Сходу імені Й. В. Сталіна (КУТС) — навчальний заклад Комінтерну, що діяв у Москві з 1921 до 1938 року.

## Історія
Університет було створено при Наркомпросі РРФСР відповідно до постанови ЦК РКП(б) від 10 лютого 1921 року (декрет ВЦВК РРФСР від 21 квітня 1921 року) в Москві спеціально для студентів азійських національностей. Відкрито 21 жовтня 1921 року на базі Східних курсів при Наркомнаці. З 1923 року університет отримав ім'я Й. В. Сталіна.
В різні часи в університеті навчались представники 73 національностей. Студенти поділялись на дві великі групи:
- студенти з СРСР, з яких готували партійних та радянських працівників для національних номенклатур радянських республік;
- іноземні студенти, яких готували до боротьби за встановлення комунізму у своїх країнах, організації повстань і революцій.

КУТС мав відділення в Ташкенті, Баку, Іркутську (з літа 1922). Викладали в Університеті Анатолій Луначарський, Леонід Красін, Михайло Покровський, Олександр Губер, Ігор Рейснер, Борис Шумяцький та інші. При КУТС було відкрито також Вищі партійні курси.
З 1923 року термін навчання становив 3 роки. Навчальна програма мала загальноосвітній характер. Основні відділення: партійної роботи й політичної просвіти; профспілкового руху; економічне; адміністративно-правове. Студенти КУТС проходили військове навчання в літніх таборах.
Окрім навчальної, університет провадив також науково-дослідницьку роботу. Так, 1927 року була створена науково-дослідницька асоціація з вивчення соціально-економічних проблем радянського й зарубіжного Сходу та національних і колоніальних проблем.
В КУТС у 1927–1938 роках видавався журнал «Революційний Схід».
1928 року китайська секція КУТС та Університет імені Сунь Ятсена були об'єднані в Комуністичний університет трудящих Китаю. В середині 1930-х років китайське відділення КУТС було організовано заново. Його керівником був член Східного секретаріату Виконкому Комінтерну Го Шаотан.
1937 відбулось розділення КУТС на дві самостійні організації: на КУТС, де навчались тільки радянські студенти й на науково-дослідницький інститут національних та колоніальних проблем (НДІНКП), де навчались зарубіжні студенти. Близько половини студентського контингенту НДІНКП складали китайці. Таким чином колишня іноземна група КУТС відтоді входила до системи науково-дослідницького інституту. Назву «КУТС» зберіг за собою колишній радянський сектор. Після розділення 1937 року КУТС було підпорядковано Президії ЦВК СРСР.
1938 року, у зв'язку з реорганізацією всієї системи партосвіти, КУТС було закрито. Тоді ж за рішенням ЦК ВКП(б) й Комінтерну було закрито НДІНКП.

## Ректори
- Григорій Бройдо (1921–1926)
- Борис Щумяцький (1926–1928)
- Йосип Райтер (1928 — ?)[2][3]

## Відомі викладачі
- Михайло Аветов (1895–1972) — російський художник.
- Олександр Губер (1902–1971) — радянський історик, спеціаліст з історії країн Південно-Східної Азії, доктор історичних наук, академік АН СРСР.
- Фазил Ісхаков (1901–1959) — тюрколог.
- Володимир Лебедєв (1894–1966) — російський радянський історик, археограф.
- Іван Мамаєв (1895–1938) — радянський сходознавець
- Іван Потєхін (1903–1964) — радянський вчений-африканіст.
- Елбек-Дорджі Рінчіно(1888–1938) — бурятський громадсько-політичний діяч.
- Мірсаїд Султан-Галієв (1892–1940) — радянський політичний і державний діяч.
- Ілля Трайнін (1886/1887—1949) — радянський юрист та громадський діяч.
- Борис Шумяцький (1886–1938) — радянський державний діяч.

## Відомі випускники
- Аджиумеров Асан Джелялович - радянський кримськотатарський педагог. Перший директор Кримського інституту спеціальних культур імені М. І. Калініна (1931-1933)[4].
- Ден Сяопін
- Цзян Цзінго — син Чан Кайші, президент Тайваню.
- Хо Ши Мін
- Ван Фансі — одна з ключових постатей китайського троцькізму;
- Лю Шаоці
- Назим Хікмет
- Наджаті Сідкі
- Хасан Ісраїлов
- Уржингійн Ядамсурен — народний художник МНР
- Утебай Турманжанов — казахський поет, прозаїк, класик казахської дитячої літератури.
- Юсуф Сулейман Юсуф
- Тан Малака
- Сен Катаяма
- Манабендра Рой
- Нікос Захаріадіс
- Сяо Сань (Емі Сяо) — китайський поет, публіцист.
- Зионг Бать Май
- Халед Багдаш — секретар компартії Сирії з 1936 до 1995 року.
- Ширіншо Шотемор — таджицький радянський політичний, партійний і державний діяч.
- Акай Нусупбекович Нусупбеков — доктор історичних наук (1961), професор (1963), академік АН КазРСР (1967), заслужений діяч науки КазРСР (1971), лауреат Державної премії КазРСР (1982), премії ім. Ч. Ч. Валіханова (1966).

Разом КУТС і його відділення підготували кілька тисяч партійних, комсомольських та профспілкових робітників.